# Capitellida
Capitellida é uma ordem de anelídeos pertencentes à classe Polychaeta.
Famílias:
- Arenicolidae Johnston, 1835
- Capitellidae Grube, 1862
- Maldanidae Malmgren, 1867